# Співдружність демократичного вибору

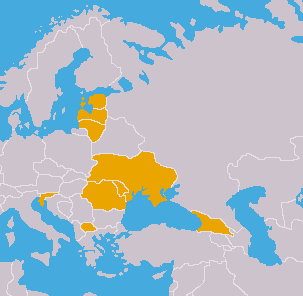
Співдружність демократичного вибору — Community of Democratic Choice

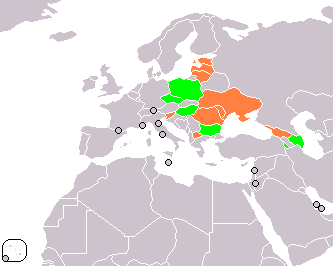
Співдружність демократичного вибору (СДВ)
члени
спостерігачі

Співдружність демократичного вибору, СДВ (англ. Community of democratic choice) — «спільнота демократій балто-чорноморсько-каспійського регіону», організація, альтернативна СНД, заснована 2 грудня 2005 року на установчому форумі у Києві (Україна).
В установчому форумі взяли участь такі країни: Україна, Молдова, Латвія, Литва, Естонія, Словенія, Північна Македонія, Румунія, Грузія.

## Історія
Вперше ідея створення «коаліції, яка об'єднує колишні республіки, в яких людям вдалося скинути владу шляхом народних повстань», була озвучена міністрами закордонних справ Грузії (Саломе Зурабішвілі) і України (Борисом Тарасюком) 31 березня 2005, коли вони відвідали Киргизстан як посередники по залагодженню відносин між відстороненим від влади президентом Аскаром Акаєвим і новою владою.
12 серпня 2005 президенти Грузії і України Михайло Саакашвілі і Віктор Ющенко підписали декларацію «На захист свободи і демократії в регіоні». «Ми виступили з ініціативою скликати саміт в Україні за участю лідерів країн регіону, Росії та США», — сказав Саакашвілі на спільній прес-конференції після церемонії підписання. Президент Грузії відзначив, що мета саміту — створити коаліцію демократичних держав. У свою чергу, Ющенко повідомив, що саміт пройде орієнтовно в другій половині року. «Ми б хотіли бачити лідерів Балтійського, Чорноморського і Каспійського регіонів, а також сусідів з Росії, Євросоюзу і США».
Склад нової коаліції ще не був оформлений на папері, і в неї було тільки робоча назва — «Демократичний вибір». Засновниками організації виступали Україна і Грузія — країни, що пережили мирні революції. Передбачалося, що членами «Демократичного вибору» стануть всі пострадянські республіки, де опозиція прийде до влади за підтримки народу, що вийшов на вулиці. «Досвід Грузії і України зводиться до того, що ми змогли подолати внутрішньополітичну кризу і зуміли організувати передачу влади мирним шляхом», — пояснив міністр закордонних справ України Борис Тарасюк. Третім членом цієї організації Тарасюк запропонував стати Киргизстану після нормалізації ситуації в Бішкеку. «Після легітимного процесу становлення влади можна буде розглянути питання про її приєднання», — пояснив він.
Відомо було, що коаліція має намір підтримувати опозицію в інших державах і «нагадувати державам-партнерам про необхідність дотримання демократичних принципів». «Революції неможливо експортувати, — говорилося у спільному зверненні Ющенка і Саакашвілі до киргизького народу, яке привезли до Бішкеку глави МЗС. — У наших трьох державах вибори були лише приводом, останньою краплею, яка переповнила чашу терпіння народу і підштовхнула його до боротьби за свободу і демократію».
Одночасно зі створенням нової організації були зроблені кроки з відродження організації ГУУАМ і проведений саміт цієї організації. Після андижанських подій ГУУАМ позбувся одного з учасників — Узбекистану — і знову став ГУАМ.